# کارملو مانکوزو
کارملو مانکوزو (انگلیسی: Carmelo Mancuso؛ زادهٔ ۳ اکتبر ۱۹۶۵) بازیکن فوتبال اهل ایتالیا است.
از باشگاه‌هایی که در آن بازی کرده‌است می‌توان به باشگاه فوتبال آسکولی، باشگاه فوتبال آ.ث. میلان، باشگاه فوتبال مسینا، باشگاه فوتبال لچه، باشگاه فوتبال ارورا پرو پاتریا ۱۹۱۹، باشگاه فوتبال مونتسا، و باشگاه فوتبال کومو اشاره کرد.